# أندزيه بيغالسكي
أندزيه بيغالسكي (بالبولندية: Andrzej Biegalski)‏ (5 مارس 1953 – 14 مارس 2017) هو ملاكم بولندي راحل، مثّل بلاده في الألعاب الأولمبية الصيفية 1976.

## روابط خارجية
أندزيه بيغالسكي على موقع اللجنة الأولمبية الدولية (الإنجليزية)
- أندزيه بيغالسكي على موقع أوليمبيديا (الإنجليزية)
- أندزيه بيغالسكي على موقع اللجنة الأولمبية البولندية (مؤرشف) (البولندية)